# The Lighthouse (film)
The Lighthouse är en amerikansk-kanadensisk psykologisk skräckfilm från 2019 regisserad och producerad av Robert Eggers, som skrev manuset tillsammans med sin bror Max Eggers. Filmen är svartvitt och med bildformatet 1.19:1. Den handlar om två fyrvaktare (spelade av Willem Dafoe och Robert Pattinson) som är stationerade på en mystisk öde ö utanför New England under 1890-talet. När en havsstorm får dem att bli helt isolerade på ön börjar båda att tappa sina sunda förnuft.
The Lighthouse hade världspremiär vid filmfestivalen i Cannes den 19 maj 2019, och hade biopremiär i USA den 18 oktober samma år och den 22 november i Sverige. Filmen fick flera positiva recensioner av recensenter, som berömde dess fotografi och produktionsdesign, Eggers manus och regi, samt Pattinsons och Dafoes skådespel.

## Rollista
- Robert Pattinson − Ephraim Winslow/Thomas Howard
- Willem Dafoe − Thomas Wake
- Valeriia Karamän − Sjöjungfru